# 比亚迪e2
比亚迪e2是一款由中国汽车制造商比亚迪汽车开发的纯电动紧凑型掀背车。其轿车版本以比亚迪 e3的名称出售。 

## 概述
比亚迪e2于2019年4月在上海车展上亮相。标准版比亚迪e2搭载BYD-1814-TZ-XS-A永磁电机，最大输出功率94马力（70比亚迪 e2 400搭载的是永磁电机，最大输出功率为134马力（100kW），两台电机的最大扭矩均为180Nm。 

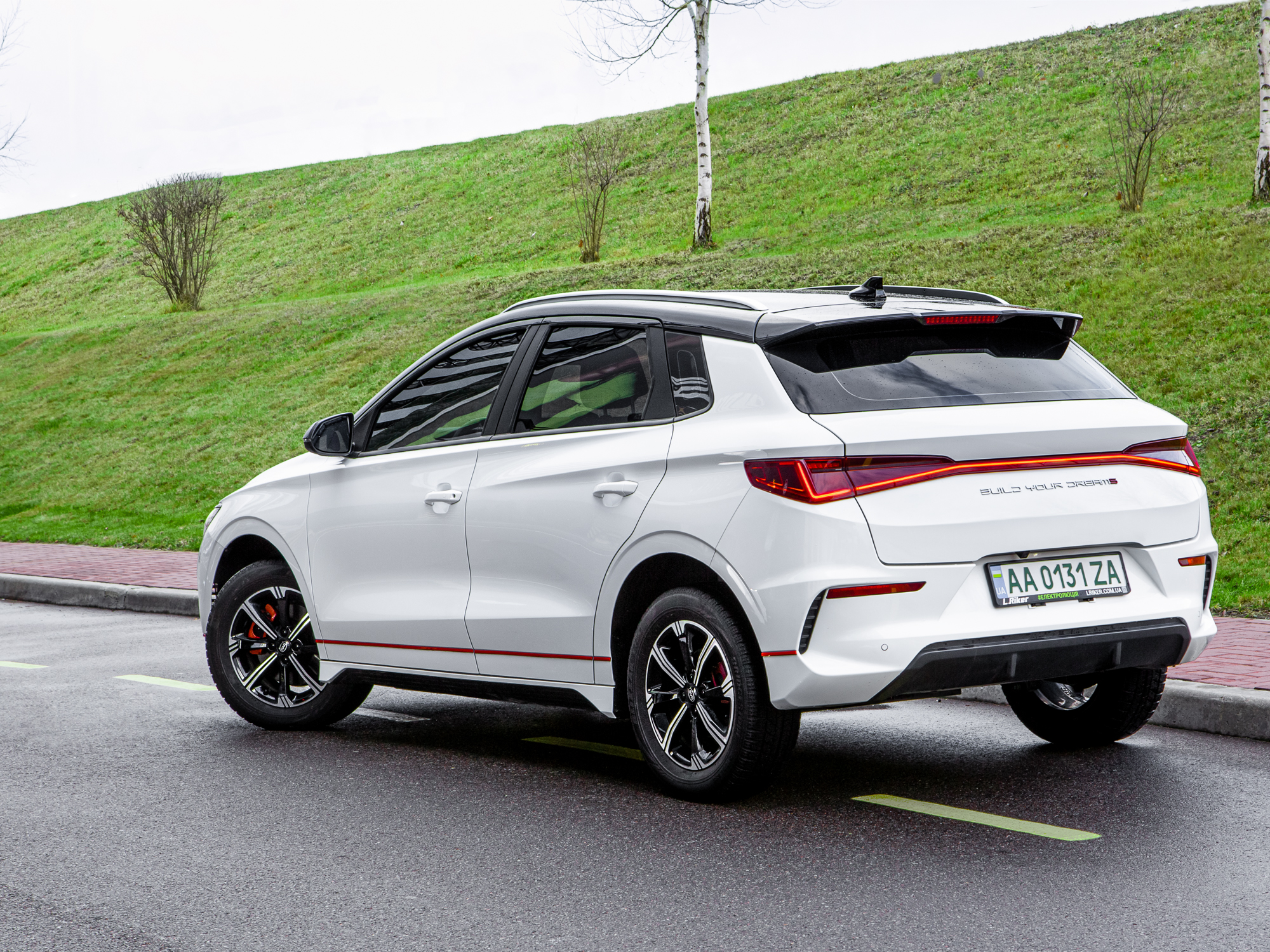
后视图

作为e2的轿车版本，比亚迪e3拥有同样的性能数据。e2和e3均提供两种电池选项：35.2千瓦时最高续航里程高达305公里，而47.3千瓦时最高续航里程可达405公里。35.2千瓦时电池组交流普通充电需要1.5小时，47.3千瓦时电池组则需要1.6小时，而直流快充可在30分钟内从30%充电至80%。0至50公里/小时加速仅需3.9秒。 

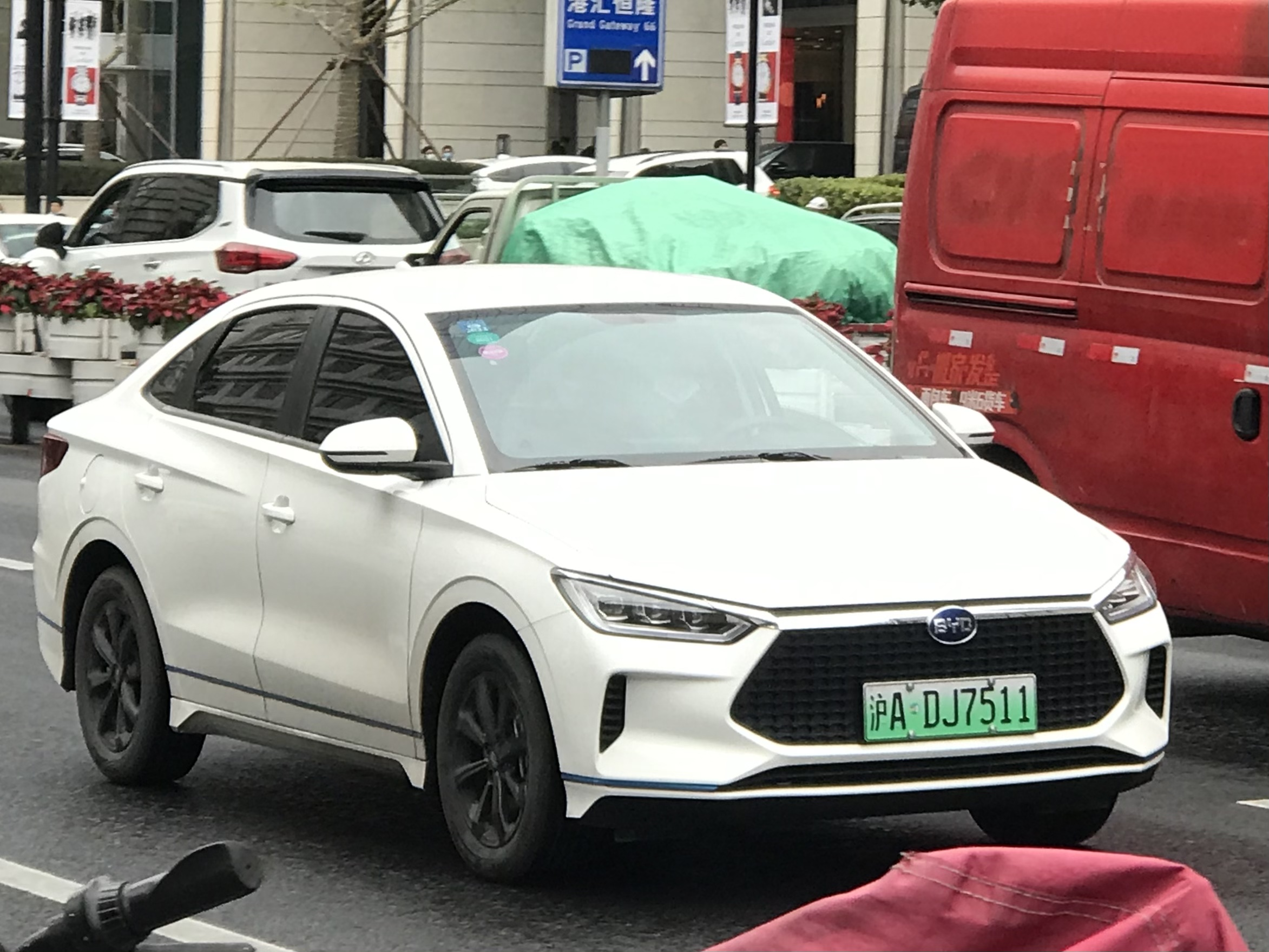
比亚迪e3
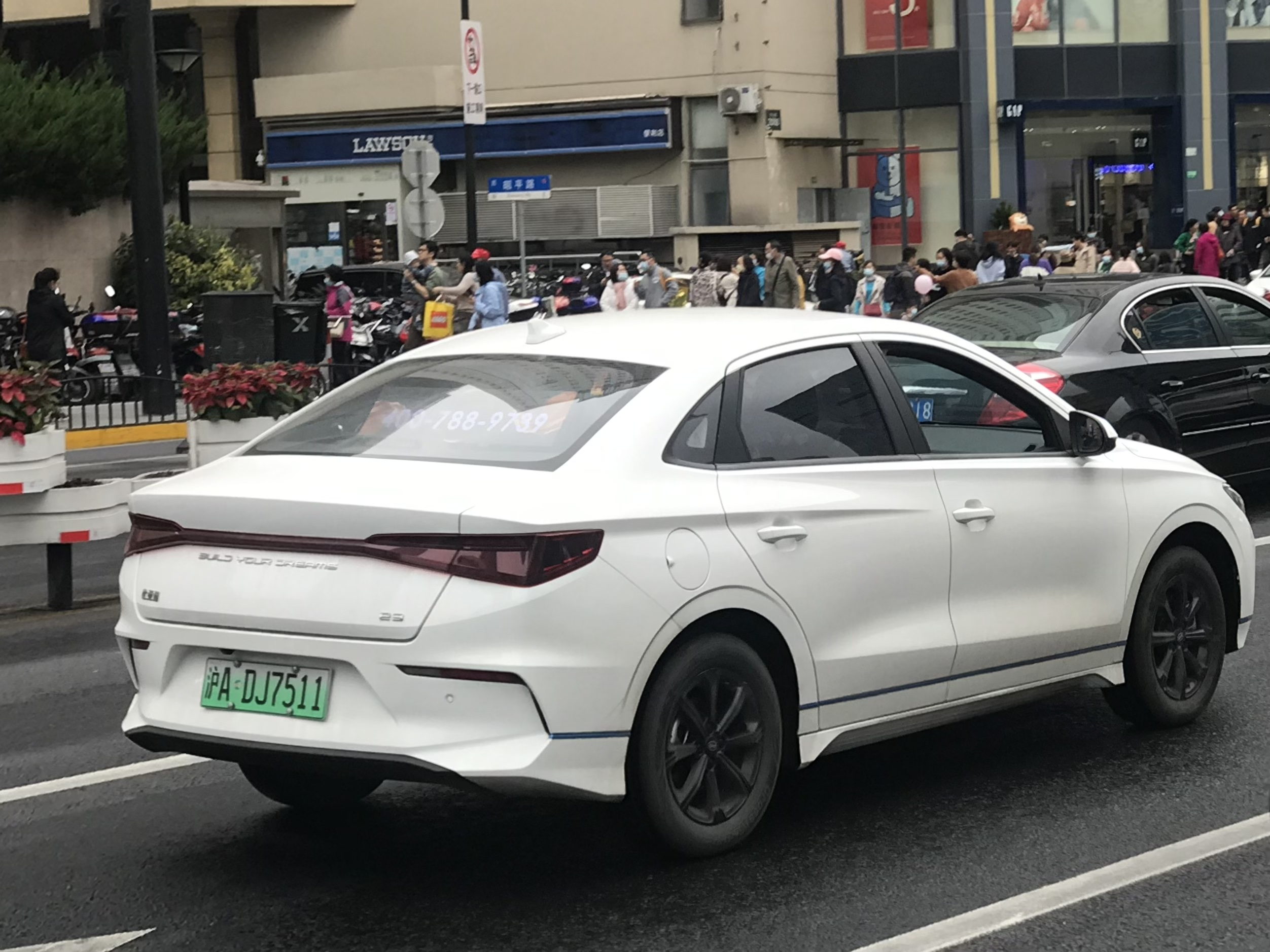
比亚迪e3（后）

比亚迪e2上市时的售价范围为8.98万元-14.48万元。e3上市时的售价范围为10.38万元至16.48万元。  

## 2023年改款
e2于2023年进行了改款，更新了前面板造型和内饰。升级后的车型配备43.2 kWh LFP电池和95马力的电动机，声称CLTC续航里程为405公里。更新后的内饰配备了8.8英寸数字显示屏，还可以使用NFC卡进行更新，并配备了蓝牙钥匙和热泵。 

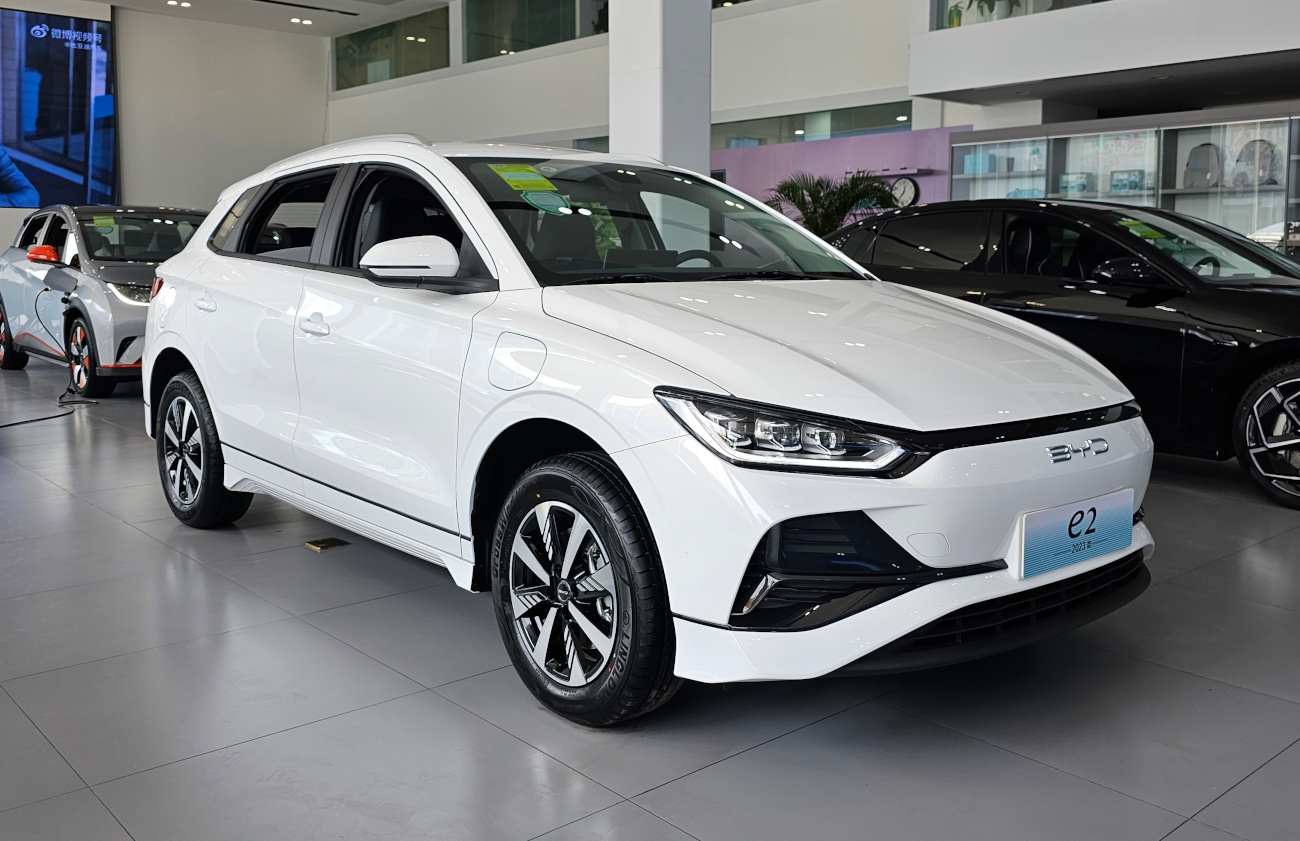
比亚迪e2改款前脸
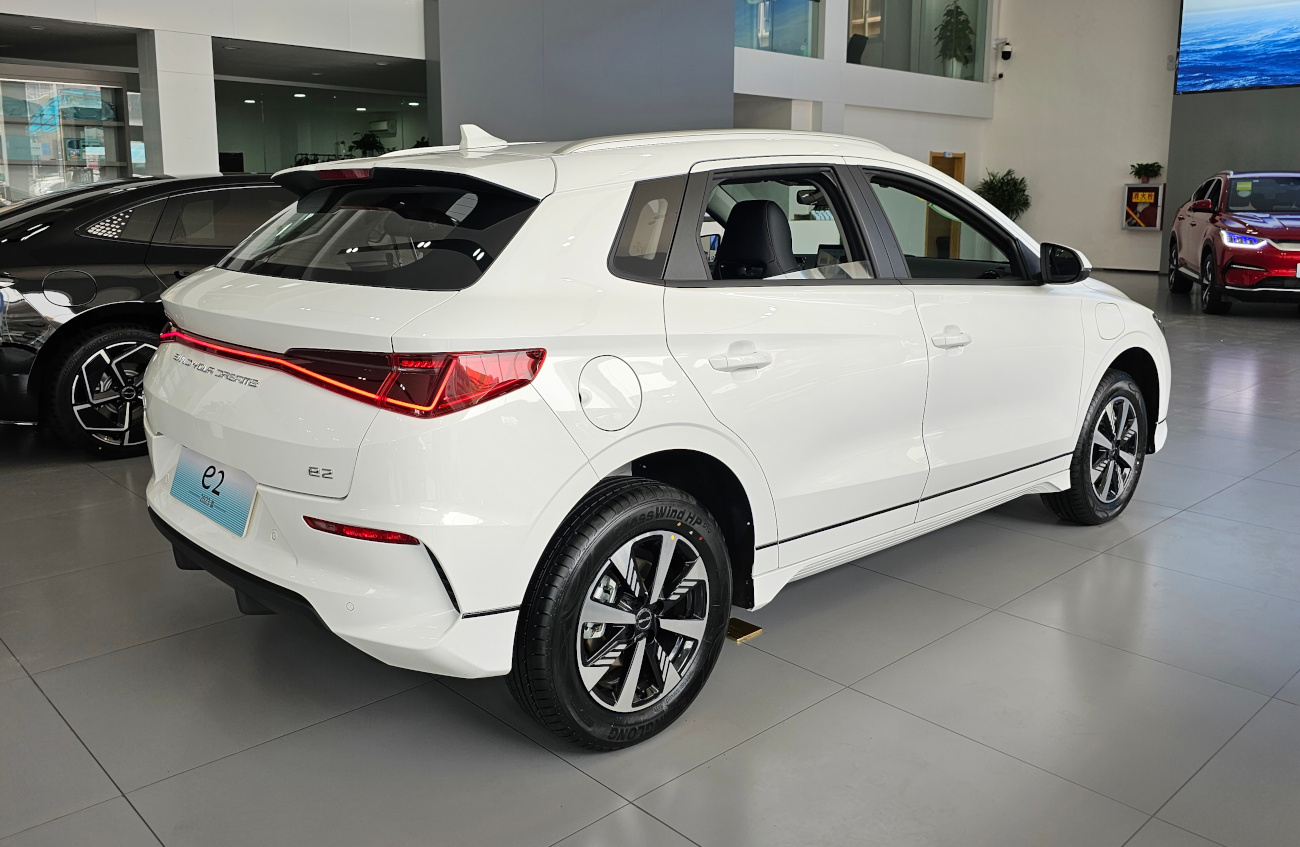
比亚迪e2改款后部